# Super přátelé
Super přátelé (v anglickém originále Super Best Friends) je třetí díl páté řady amerického animovaného televizního seriálu Městečko South Park. Premiéru měl 4. července 2001 na americké televizní stanici Comedy Central.

## Děj
Kluci začínají obdivovat kouzelníka a vedoucího sekty Davida Blaina. Stan ale brzy začne tušit, že blainologové nejsou úplně milí lidé, tak jak se zdálo a nezbývá mu nic jiného, než přesvědčit Kyla, Kennyho a Cartmana, kteří zatím podlehli spárům sekty a byly jim vymyty mozky. Podaří se mu je osvobodit včas? Ježíš má vždy eso v rukávu, a to klub Super přátel.